# Rafael (arcàngel)
Rafael és un dels set arcàngels, el rang superior en l'escala dels àngels, que apareix citat al Llibre de Tobies, i juntament amb Gabriel i Miquel, un dels tres comuns a les tres religions monoteistes.
El nom prové de l'hebreu רפאל, Rafa-El, que significa ‘el déu El ha sanat' o ‘¡sana, El!' o ‘medicina de El' (referint-se al déu d'ugarític El). Actualment la paraula hebrea equivalent a metge és rofe, connectada amb l'arrel de Rafa-El.
En àrab és anomenat اسرافيل, Isrāfīl.

## Descripció bíblica
Segons el Llibre de Tobies 7, 15 (Bíblia), Rafael fou enviat per Jehovà per acompanyar Tobit i el seu fill en un llarg viatge perillós per aconseguir-li una esposa pietosa al jove.
Aquesta, anomenada Sara, qui havia enviudat diverses vegades degut al fet que un dimoni estava enamorat de la dona, i provocava que ella matés l'espòs la nit de noces.
En un principi Rafael es presenta com «Azaries, fill del gran Ananies», però en finalitzar el viatge cura la ceguesa de Tobies i es manifesta com «l'àngel Rafael, un dels set en la presència del Senyor».
Durant el viatge, dona instruccions a Tobies per pescar un peix, del qual trauria les vísceres que necessitaria més tard per espantar el dimoni enamorat de Sara. A causa d'aquest fet, a Rafael se'l considera protector dels nuvis.

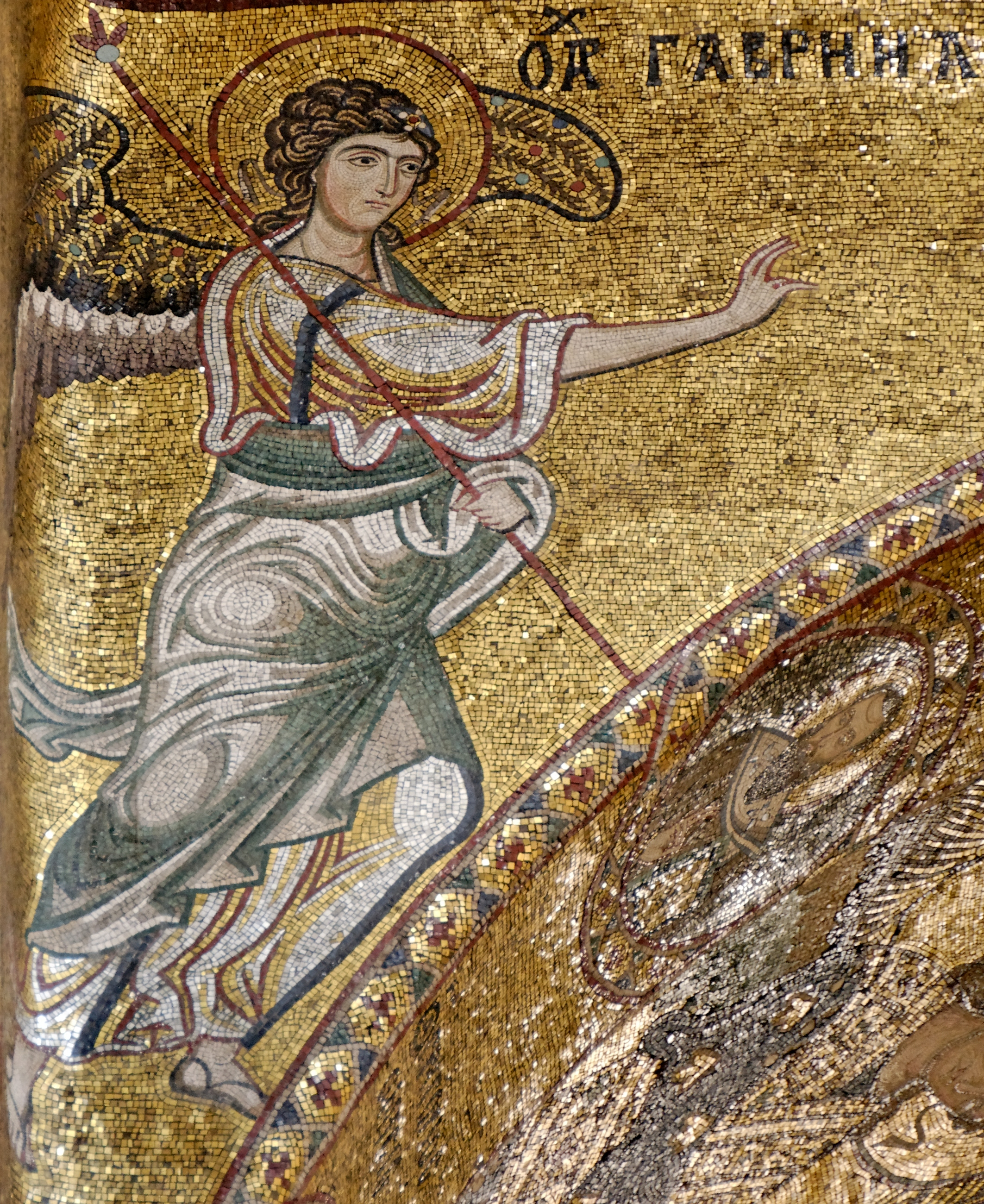
Mosaic del s. XII (Palerm, S. Maria de l'Ammiraglio)
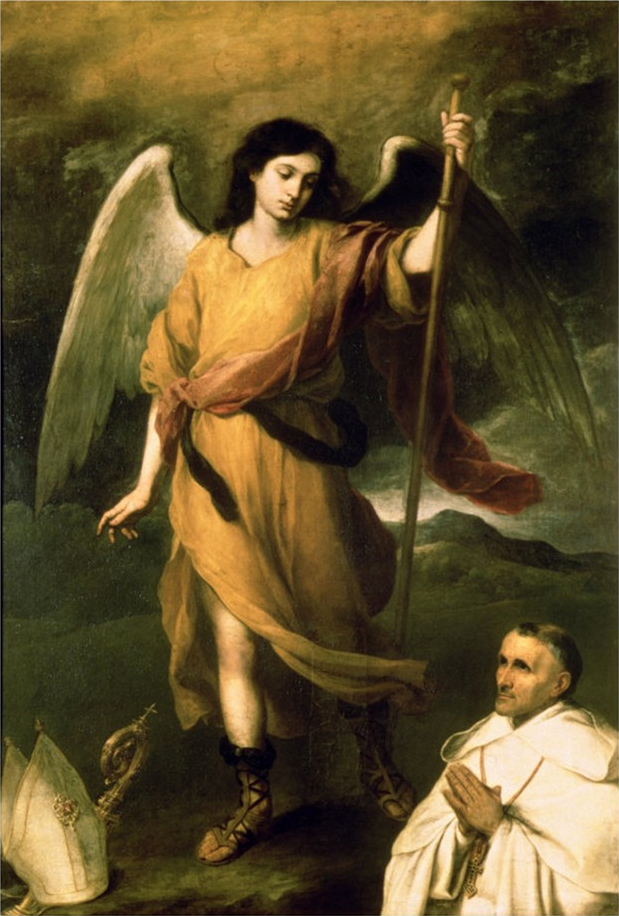
Pintura de Murillo (Moscou, Pushkin Museum)
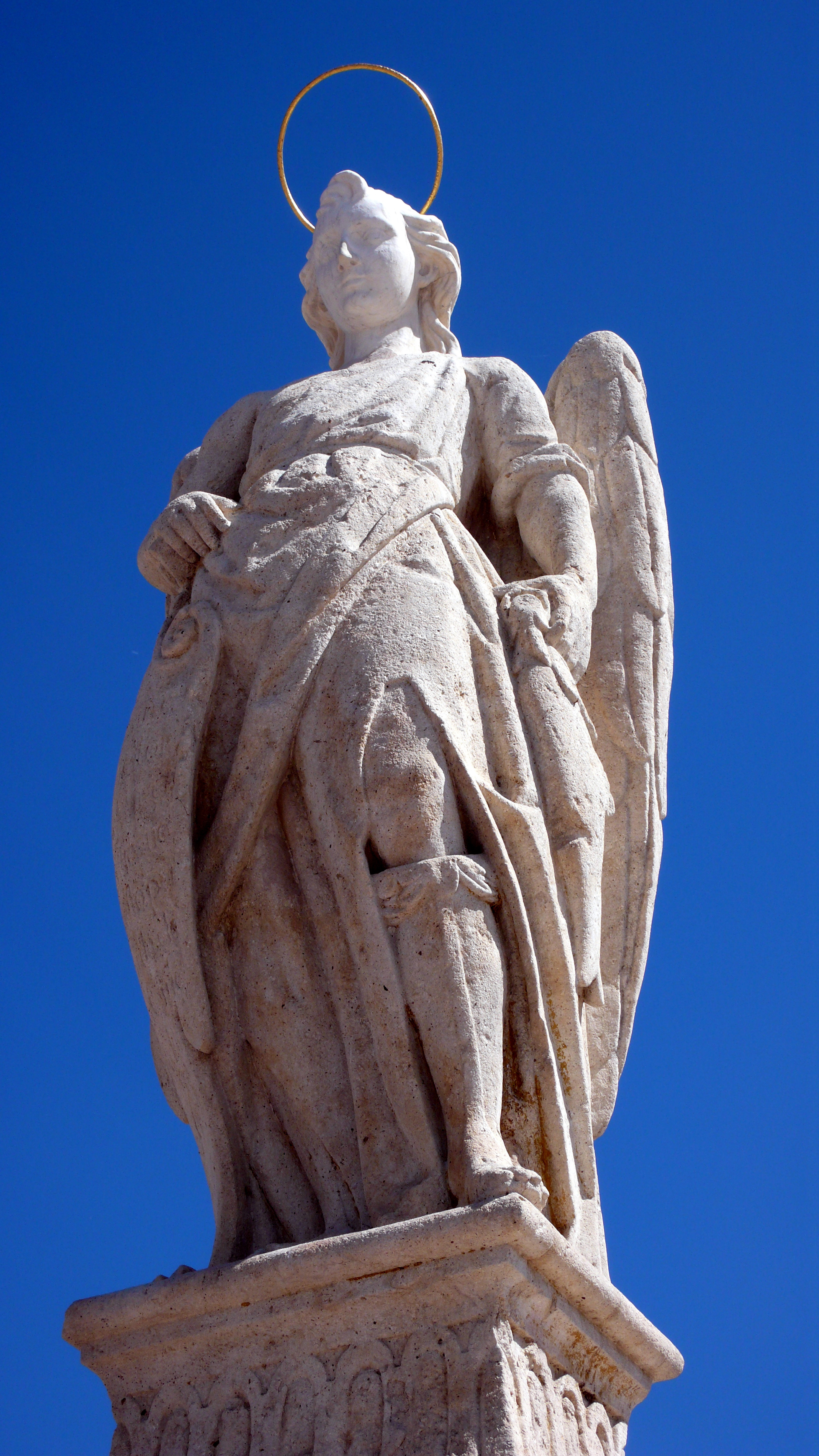
Escultura al pont romà de Còrdova

En el capítol 21 del Llibre d'Henoc (segle ii aC) s'esmenten els altres quatre arcàngels: 
- Mig El
- Gabri El.
- Uri El
- Ragu El
- Sari El i
- Yerajmi El.

El Llibre d'Henoc esmenta Rafael com el sant àngel dels esperits dels humans, i l'encarregat de les malalties i de totes les ferides dels fills dels homes.
Sant Rafael és invocat per allunyar les malalties i aconseguir acabar feliçment els viatges. És considerat a l'islam l'àngel responsable d'anunciar la data del Judici Final amb el so d'un corn. De vegades se'l representa vestit de peregrí i portant un gran peix a la mà.

## Iconografia
Obresː
- Tobies i l'arcàngel Rafael, pintura d'escola espanyola del segle xvii (Monestir de Pedralbes)